# Орлинс (округ, Нью-Йорк)
Округ Орлинс (англ. Orleans County) — округ штата Нью-Йорк, США. Население округа на 2000 год составляло 44173 человек. Административный центр округа — деревня Албион.

## История
Округ Орлинс основан в 1824 году. Источник образования округа Орлинс: округ Дженеси.

## География
Округ занимает площадь 1012,7 км².

## Демография
Согласно переписи населения 2000 года, в округе Орлинс проживало 44173 человек. По оценке Бюро переписи населения США, к 2009 году население уменьшилось на 4,8 %, до 42051 человек. Плотность населения составляла 41,5 человек на квадратный километр.